# 名古屋わかもの会議
名古屋わかもの会議（なごやわかものかいぎ）は、日本の学生団体。
日本各地でその地域を共通項にした場づくりが行われており、「若者会議」と呼ばれるが、その先駆けとされる。

## 概要
「愛知・名古屋をわかものから盛り上げる」をコンセプトに掲げ、愛知県を中心とした高校生から大学生の約20人で構成され、地域性を重視しながら、社会問題や地域のことを考える場を構成し、次世代を担う若者が当事者意識を持つきっかけを提供する。
定期的に開催される会議には、日本全国から約100人が参加し、「防災」「観光」「環境」「ビジネス」などの分科会に分かれてディスカッションが行われ、その内容を政治家や行政に発信し、若者の意見や想いを反映させることを目指している。
2013年8月結成。2014年3月に「第1回名古屋わかもの会議」を名古屋テレビ塔(当時)で開催。
名古屋わかもの会議の影響を受け、岐阜県でも岐阜わかもの会議が開催されるようになった。

## 活動内容
名古屋わかもの会議：全国から参加者100人を選抜し「愛知・名古屋のこれからの可能性」を考えます。
わかもの×政治家：わかものと政治家が語り合います。
名古屋わかもの会議×名古屋グランパス：スポーツの視点で街を考えます。
あいちの離島アジト化計画：愛知の離島(日間賀島、篠島、佐久島)の観光振興等を考えます。
名古屋シゴト会議：「働く」「シゴト」を考えます。
その他：ESDユネスコ世界会議ユースカンファレンスへの参画、愛知の魅力つぶやき隊、第70回全国植樹祭あいち言の葉キャラバンなども務める。

## 評価
2015年8月29日に航空自衛隊の小牧基地（小牧市）で開催された第4回名古屋わかもの会議」に参加した岐阜県美濃加茂市の藤井浩人市長（当時）は、名古屋わかもの会議に「学生の若い発想にしか出ない、大人が期待する以上のものを出してもらいたい」と期待を述べている。
名古屋わかもの会議のイベントには愛知県知事大村秀章氏や名古屋市長(当時)河村たかし氏も参加し、参加者の若者にエールを送っている。

## 代表
第1回 - 第3回、第6回 - 第8回
- 水野翔太(創設者) - 法政大学

第4回 -第5回
- 仲井達哉